# Homberger SpV 03
Homberger SpV was een Duitse voetbalclub uit Homberg, een stadsdeel van Duisburg, Noordrijn-Westfalen.

## Geschiedenis
In 1901 werd TV Teutonia Homberg opgericht, in 1903 werd de club ontbonden en richtten de spelers Homberger SpV 03 op. Na aansluiting bij de West-Duitse voetbalbond ging de club in de Ruhrcompetitie spelen. Door het uitbreken van de Eerste Wereldoorlog werd deze opgedeeld in meerdere districten waardoor de club in 1915/16 voor het eerst in de hoogste klasse speelde. Na de oorlog speelde de club terug in de tweede klasse, maar promoveerde naar de Bergisch-Markse competitie en werd daar laatste. Na enkele jaren tweede klasse promoveerde de club in 1926 naar de hoogste klasse van de Nederrijnse competitie. In 1928/29 werd de club tweede in groep B achter Meidericher SpV 02. De twee reeksen werden het volgende seizoen samengevoegd en de club werd nu kampioen. Hierdoor plaatste de club zich voor de West-Duitse eindronde. De acht kampioenen werden over twee groepen van vier verdeeld en Homberg werd tweede achter FC Schalke 04, maar mocht wel nog naar de finalegroep samen met VfL Benrath 06 en SpVgg Sülz 07 en verloor daar alle wedstrijden. De volgende twee seizoenen werd de club weer vicekampioen (in een opnieuw gesplitste competitie) achter Meidericher SpV en Duisburger FV 08. In 1932/33 werd de club slechts derde in groep A en dit volstond niet om zich te kwalificeren voor de nieuwe Gauliga Niederrhein, die na dit seizoen ingevoerd werd door de NSDAP. Na één seizoen promoveerde de club wel weer, maar kon het behoud niet verzekeren.
Na de oorlog speelde de club in de amateurliga. In 1953 bereikte de club de finale om de Duitse amateurtitel en verloor die van SSG Bergisch Gladbach 09. In 1964 promoveerde de club naar de Regionalliga (tweede klasse), maar degradeerde ook meteen weer.
In 1969 fuseerde de club met Sportvereinigung Hochheide 1889/1919 en werd zo VfB Homberg.

## Erelijst
Kampioen Nederrijn
1930